# Flemming Møller
 For alternative betydninger, se Flemming Møller (flertydig). (Se også artikler, som begynder med Flemming Møller)
Flemming Møller (født 1. juli 1950 på Frederiksberg) er en dansk politiker, der repræsenterede partiet Venstre i Folketinget indtil 2011. Tidligere medlem af byrådet i Rødby Kommune og dernæst Lolland Kommune. 
Flemming Møller er søn af politikeren Jens Møller. Han er uddannet dyrlæge og driver sammen med sin kone, Susanne, Maribo Dyrehospital.
Han kommer oprindelig fra Jylland, men har siden 1987 boet i Vejlebyskov – en mindre landsby på Lolland tæt på Maribo. Han har sammen med Susanne tre børn.
Flemming Møller har siden 1995 været Venstres folketingskandidat i Maribokredsen. Da kredsen i 2007 blev nedlagt, blev han i stedet kandidat i hele Lollandskredsen og dermed på valg i hele region Sjælland. I 2009 indtrådte Flemming Møller som fast medlem af Folketinget, da Anders Fogh Rasmussen blev udnævnt til generalsekretær for NATO. Samme år blev han valgt som folketingskandidat i Vordingborg-kredsen
Flemming Møller har været Venstres dyrevelfærdsordfører, dernæst ordfører for  EU-området, samt Grønlandsordfører. Derudover var Flemming Møller tilknyttet en lang række udvalg, bl.a. Retsudvalget, Fødevareudvalget og Sundhedsudvalget.

## Biografi fra Folketingets hjemmeside

### Parlamentarisk karriere
- Folketingsmedlem for Venstre i Sjællands Storkreds fra 21. apr. 2009.
- Midlertidigt folketingsmedlem for Venstre i Sjællands Storkreds fra 8. jan. 2008 til 1. apr. 2008.
- Midlertidigt folketingsmedlem for Venstre i Storstrøms Amtskreds fra 19. okt. 2004 til 12. nov. 2004.
- Midlertidigt folketingsmedlem for Venstre i Storstrøms Amtskreds fra 21. okt. 2003 til 14. nov. 2003.
- Kandidat for Venstre i Vordingborgkredsen fra 2009.
- Kandidat for Venstre i Lollandkredsen fra 2007 til 2009.
- Kandidat for Venstre i Maribokredsen fra 1995 til 2007.

### Uddannelse og erhverv
Dyrlæge, Landbohøjskolen, fra 1974 til 1980.
Praktiserende dyrlæge, Maribo, fra 1987.
Assisterende dyrlæge, fra 1980 til 1987.